# Сесіл Кук
Сесіл Кук (31 травня 1923 — 1 травня 1983) — багамський яхтсмен.
Олімпійський чемпіон 1964 року в класі Зоряний.